# Giuseppe Ros Florensa
Giuseppe Ros Florensa (Els Torms, 30 ottobre 1914 – Barbastro, 15 agosto 1936) è stato un religioso spagnolo, martirizzato a Barbastro durante la Guerra civile spagnola e venerato come beato dalla Chiesa cattolica.

## Biografia
Nacque a Els Torms, un piccolo borgo della comunità autonoma della Catalogna. Entrò nel seminario claretiano di Cervera a 11 anni e, dopo un breve periodo di preparazione lo mandarono ad Alagón (Spagna), dove si trovava un'altra scuola clarettiana. Si ambientò subito e già nel Natale del 1925 così scriveva alla famiglia:
Rimase contrariato da una diceria che gli era pervenuta, piuttosto seccato il 5 settembre 1928 scrisse:
In più su tale strada assicuro la mia salvezza: chi si azzarderà a togliermela dalle mani? ...»
Frequentò il noviziato a Vic, ma dovette attendere fino al 30 novembre 1930 per professare i voti religiosi a causa della giovane età. Scriveva ai genitori:
Continuò gli studi fino ad arrivare al seminario di Barbastro per l'ultimo anno di teologia prima dell'ordinazione sacerdotale. Dotato di indole pacifica, era studioso, ma anche portato alle cose pratiche.
Il 20 luglio 1936 il seminario venne assaltato e perquisito dalle milizie anarchiche per cercare delle armi. Insieme alla maggior parte dei confratelli Giuseppe venne arrestato e rinchiuso nel salone degli atti accademici della scuola degli Scolopi, che divenne la loro prigione improvvisata.
Firmò la lettera di offerta alla Congregazione con queste parole:
(José Figuero Beltrán, Firma sulla lettera di offerta alla Congregazione)

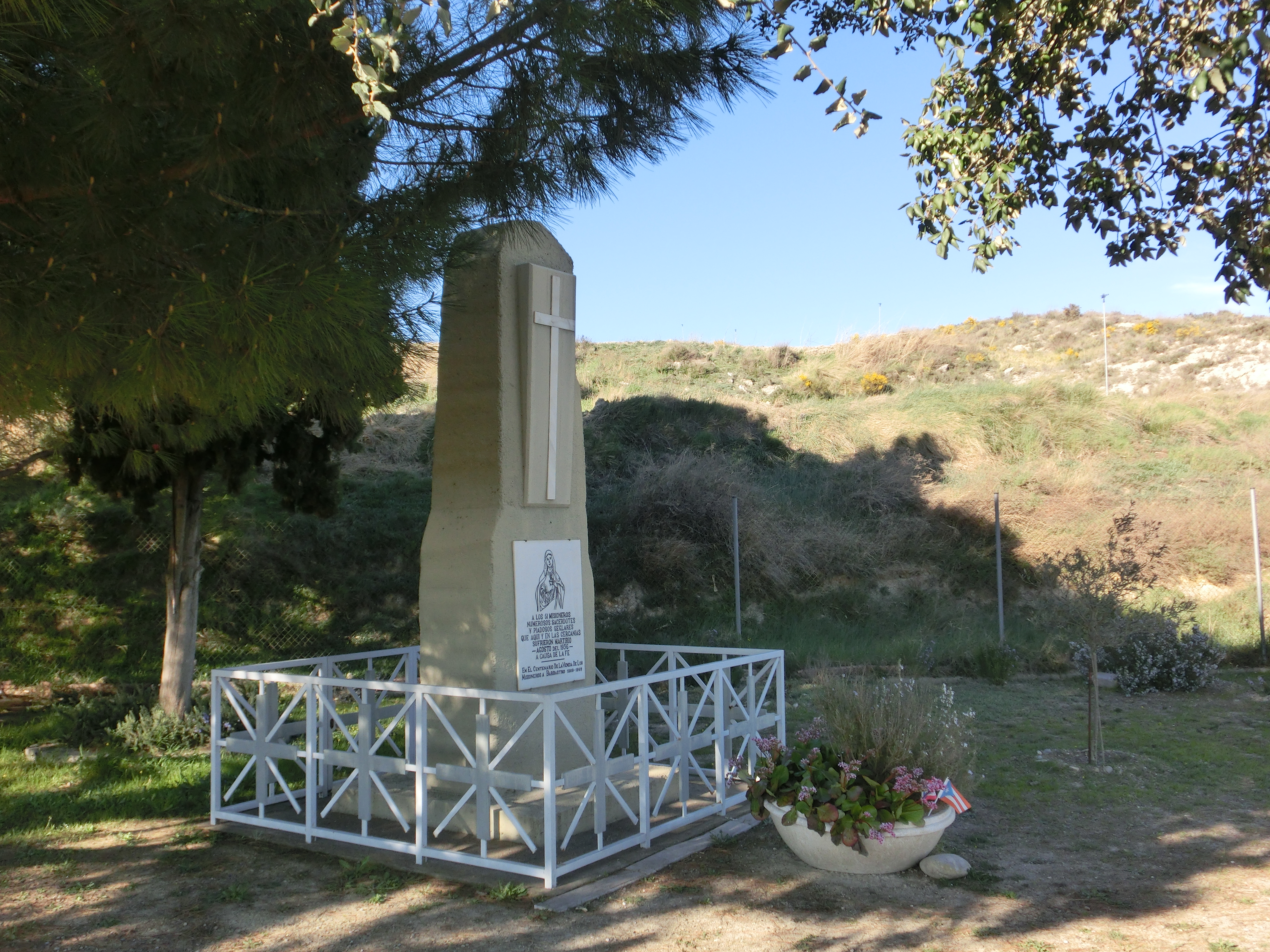
Monumento funebre nel luogo della fucilazione

Insieme a 19 suoi confratelli Giuseppe Ros Florensa è stato fucilato nelle prime ore del 15 agosto sul ciglio di una strada fuori città, fece parte del quarto gruppo di claretiani di Barbastro che subirono il martirio. I loro corpi sono stati gettati in una fossa comune.
Nel 2013 è uscito un film sulla vicenda intitolato Un Dio vietato per la regia di Pablo Moreno.

## Culto

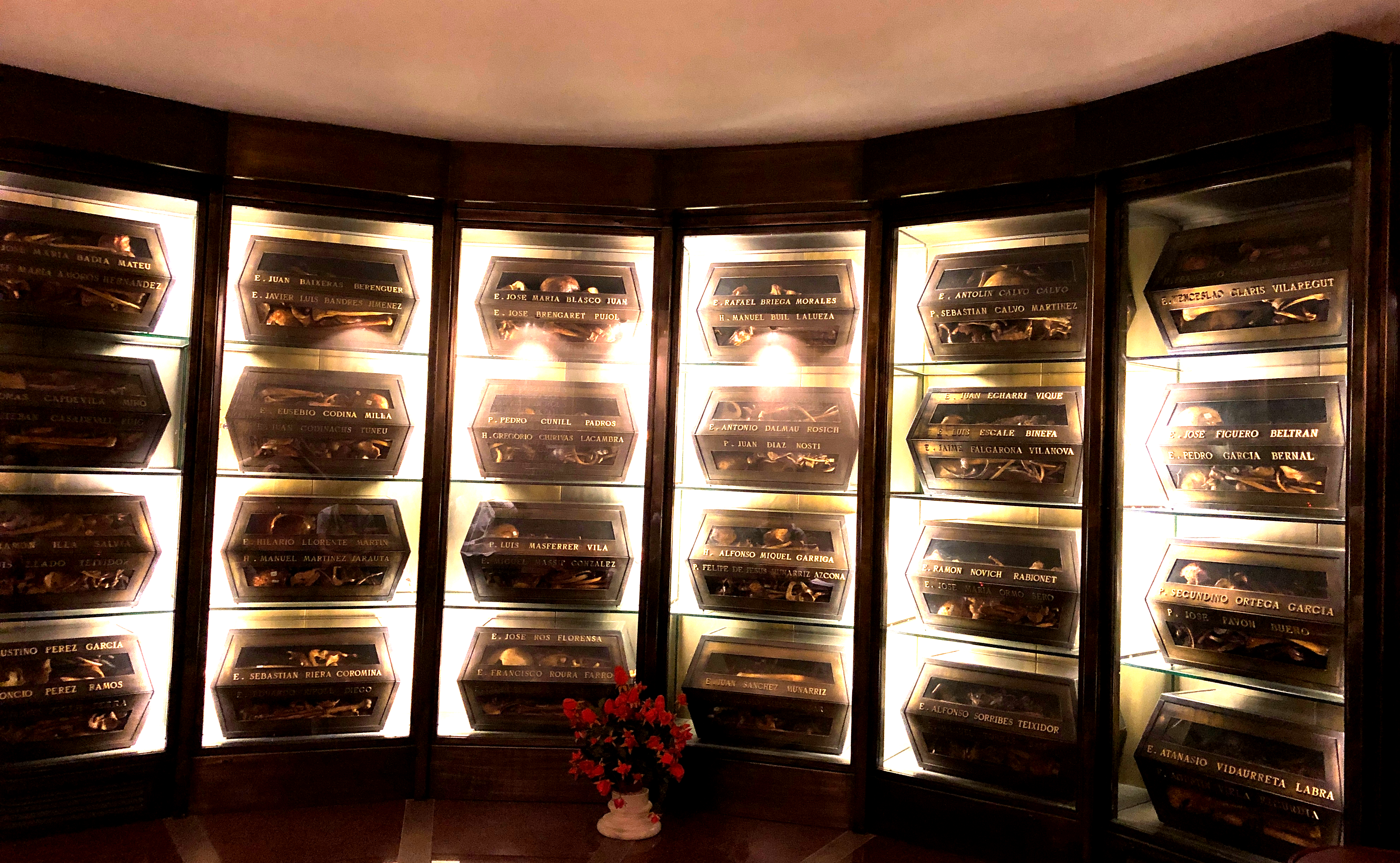
Cripta ubicata sotto all'altare della chiesa annessa al museo dei martiri Claretiani di Barbastro

Dopo la guerra i resti dei martiri furono riesumati dalle fosse comuni e, grazie alle medagliette metalliche cucite dalla lavanderia del seminario sulle loro tonache, è stato possibile risalire ai nomi delle singole persone. I resti sono composti in teche e si possono oggi venerare nella cripta della chiesa annessa al museo.
Il 20 maggio 1947 nella diocesi di Barbastro si aprì il processo informativo circa il martirio che si chiuse il 23 settembre 1949. L’8 febbraio 1961, invece, fu promulgato il Decreto sugli scritti. La dichiarazione di validità del processo, con Decreto del 9 febbraio 1990, portò alla trasmissione della “Positio super martyrio” alla Congregazione delle Cause dei Santi nello stesso anno.
A seguito della riunione della commissione teologica che si tenne il 4 febbraio 1992 e di quella dei cardinali e vescovi della Congregazione si arrivò, il 7 marzo 1992, alla promulgazione del Decreto sul martirio. La beatificazione avvenne a Roma, ad opera di Giovanni Paolo II, il 25 ottobre 1992. 
La Chiesa cattolica lo ricorda il 15 agosto.